# Eddy Arnold
Richard Edward Arnold, meglio noto come Eddie Arnold (Henderson, 15 maggio 1918 – Nashville, 8 maggio 2008), è stato un cantante country statunitense.

## Biografia
Originario del Tennessee, ha lavorato verso la metà degli anni '30 come performer in diversi locali. Dal 1943 è diventato membro del Grand Ole Opry. L'anno seguente ha firmato un contratto con la RCA Victor. Nel '46 ha registrato That's How Much I Love You, uno dei suoi più grandi successi.
Ha cantato i brani più classici della storia del country con una voce molto caratteristica, capace di passare dai toni gravi a quelli più acuti con una notevole facilità. Due delle sue canzoni sono state incluse in Fallout 3 e in Fallout: New Vegas: si tratta di I' Don't Want To Set The World On Fire (Fallout 3 - insieme agli Ink Spots) e It's a Sin (Fallout: New Vegas).
Negli anni '50 ha lavorato in televisione con il The Eddy Arnold Show (1953, 1956) e poi con l'Eddy Arnold Time (1955-1957).
Nel 1966 è stato inserito nella Country Music Hall of Fame. L'anno seguente è stato nominato "artista dell'anno" dalla Country Music Association.
Nel 1973, dopo tantissimi anni, ha lasciato la RCA Victor passando alla MGM Records, con cui ha registrato quattro album.
Negli anni '80 si è ritirato parzialmente dalle scene. Nel 2005 ha ricevuto un Premio Grammy alla carriera. Ha pubblicato nello stesso anno il suo ultimo disco.